# Ožbalt Ilaunig
Ožbalt Ilaunig, slovenski sodnik in pisatelj, * 26. julij 1876, Rebrca pri Železni kapli, Avstro-Ogrska, † 8. februar 1945, Lenart v Slovenskih goricah.

## Življenje
Dr. Ožbalt Ilaunig je bil nezakonski sin revnih staršev Marije Brumnik iz Reberce in Janeza Ilauniga iz Apač. Njegova starša sta bila delavca pri bogatem kmetu v Reberci. Sina sta dala v oskrbo k dedku in babici, kjer je živel enajst let ter očeta in mater videval samo ob nedeljah. Svoja otroška leta preživel kot pastir, po okoliških hribih je pasel kozi svojega dedka. Pri sedmih letih bi moral začeti s šolo, ker pa je živel pri starih starših na odročnem kraju, učitelj, ki je otroke popisoval po hišah, ni vedel, da je tam še kak otrok. Kasneje je izvedel za šoloobveznega otroka pri Ilaunigovih starih starših in kmalu so dobili poziv, da morajo Ožbalta poslati v Žitaro vas v ljudsko šolo. Tako je leta 1884 začel obiskovati pravo šolo.
Po ljudski šoli v Žitari vasi, kjer je bil med najboljšimi učenci, se je šolal v gimnaziji v Celovcu. Leta 1892 je zaključil nižjo gimnazijo ter stopil v višjo, kjer se je naučil nemškega, latinskega in grškega jezika. Med počitnicami je Ilaunig vedno obiskoval domače kraje. Bil je zelo navezan na slovenski jezik in deželo. Večino svojega prostega časa je užival v prebiranju zgodb slovenskih pisateljev in poezije. V svoji avtobiografiji na veliko mestih citira Prešerna, Levstika, Stritarja, Aškerca, Jenka.
Po gimnaziji se je po pregovarjanju sorodnikov,  leto dni šolal v semenišču v Celovcu. Po uspešno opravljenih vseh izpitih za prvi letnik pa je 12. julija 1899 semenišče zapustil in se odločil za študij prava v Gradcu. Postal je član akademskega društva Triglav, kjer je spoznal veliko Slovencev. V letih 1901/1902 je bil tajnik društva Triglav in sodeloval pri akciji za ustanovitev slovenske univerze v Ljubljani. Študij je končal leta 1905 in bil promoviran kot doktor prava. Služboval je v Celovcu (1904-1907), Voitsbergu (en mesec), Št. Vidu (1907-1908) in Lenartu. S prihodom k Sv. Lenartu se je začelo njegovo bogato in hkrati zanimivo življenje. Bil je vesten uradnik in je temu primerno hitro napredoval. Že med prvo svetovno vojno, leta 1917, je postal okrajni sodnik, leta 1920 pa je bil imenovan za sodnega predstojnika. To odgovorno in pomembno dolžnost je opravljal do 31. januarja 1940, ko je bil upokojen.
Dr. Ilaunig je pri Sv. Lenartu spoznal Julijano Spitzy (1870-1954), trgovko in posestnico, ki je bila sestra znamenitega ortopeda in dunajskega univerzitetnega profesorja Hansa Spitzyja, izumitelja nožne proteze. Julijana je bila Nemka in članica Südmarke. Julijana je bila šest let starejša od svojega moža, kar pa je na njenem nagrobniku ostalo skrito, saj je letnica njenega rojstva enaka moževi. Leta 1910 se je z Julijano poročil in v glavnem ostajal doma, v družinskem krogu, v slovensko družbo pa je pozneje le redko zahajal. Julija 1910 se mu je rodil sin Ožbalt Danilo.
Drugo svetovno vojno je dr. Ožbalt Ilaunig preživel v pokoju. Umrl je 8. februarja 1945. Vse do smrti je pisal dnevnik, ki obsega trinajst zvezkov, od teh so prvi štirje kronika njegovega življenja do leta 1914. Zadnji zapis v dnevnik je napravil 30. januarja 1940. Čez devet dni se je Ilaunig vrnil iz mariborske bolnišnice, kjer je prestal operacijo. Na pragu njegove hiše ga je zadela srčna kap.
V Lenartu je v njegovo čast poimenovana ulica.

## Koroški plebiscit
Dr. Ožbalt Ilaunig se je vse življenje rad vračal v svoj rojstni kraj na Koroško. Pred koroškim plebiscitom se je tam mudil ob vsakem prostem dnevu, ki ga je imel. Izguba Koroške ga je zelo prizadela. Že pred plebiscitom 10. oktobra 1920 se je večkrat odpravil tja in poskusil ljudi prepričevati o pravilnosti odločitve za Kraljevino SHS. Že junija in julija 1920 je poskusil z agitacijo na Koroškem in se razočaran vrnil domov, potem ko je ugotovil, da bi bilo potrebnega še ogromno dela. Ker je hotel storiti še več za Koroško, je septembra 1920 zaprosil za dopust in do konca plebiscita ostal na Koroškem. Imel je tudi čast spoznati generala Rudolfa Maistra, s katerim sta se že julija skupaj vozila del poti po Koroški. Po prihodu v svojo rojstno vas je takoj začel z agitacijo za Kraljevino SHS. To nalogo si je zastavil tako, da je agitiral od hiše do hiše in ljudi prepričeval o pravilnosti take odločitve. Propad koroškega plebiscita dr. Ilaunig ni pozabil do svoje smrti.
Kot zaveden Korošec se je svoje rojstne domovine spomnil tudi v svoji oporoki, kjer je zapisal:
"Ob koncu še iskren pozdrav Tebi moja ljubljena domovina, mila Koroška. Pod Tvojimi gorami tekla mi je zibelka, tam sem preživel najlepše dni, polne sreče. Kako sem te ljubil, kako želel in hrepenel, da bi bili zedinjeni vsi pod varnim okriljem matere Jugoslavije. Niso se izpolnile moje nade, zasužnjena si in to je bila moja tiha, najhujša bol, ta rana ni zacelila do moje smrti. Tebi velja moj slednji pozdrav in kadar postaneš prosta, tisti dan se spomni tudi mene, ki sem Te tako iskreno ljubil."

## Pisatelj
Prosti čas je Ilaunig preživljal ob raziskovanju zgodovine svojega domačega kraja in Koroške, kot tudi zgodovine Lenarta in njegove okolice. Leta 1927 se je včlanil v Zgodovinsko društvo v Mariboru in bil tudi njegov predstavnik pri ponovni postavitvi križa v Črnem lesu leta 1936, ko se je v njegovem imenu zahvalil za ponovno obeležitev zgodovinskega trenutka, ki se je zarezal v srca domačinov.
Dr. Ožbalt Ilaunig je začel pisati že kot gimnazijec, v času študija na bogoslovju pa je veliko objavljal v Slovenskem gospodarju, Slovencu, drugih časopisih in revijah. Zelo ga je privlačila zgodovina, o kateri je v časopisju objavil veliko zanimivih člankov. V knjižni obliki so izšla štiri njegova dela, in sicer leta 1927 Slednji vitez Reberčan, leta 1928 najbolj znano delo Črni križ pri Hrastovcu, leta 1928 Kapelški punt in 1930 Tatenbah. Nekaj neobjavljenih del je ohranjenih v rokopisih, avtobiografija Moje življenje pa je svojevrstna kronika z opisom življenja pri Sv. Lenartu od 12. oktobra 1914 do 30. januarja 1945.
Njegova prva literarna dela so zapisana le v rokopisu in shranjena v Pokrajinskem arhivu Maribor. Med temi se nahajajo tudi zvezki z naslovom Solnčni dnevi, katere je pisal kot gimnazijec, deloma kot bogoslovec in visokošolec ter kot sodnik pri Sv. Lenartu. V uvodu pove, da je te spise pisal za Koroško slovensko ljudstvo, katerega je ljubil, saj je tam zrasel in ga ne bo pozabil do smrti. V teh spisih je dr. Ilaunig opisoval pripetljaje ljudi, ki jih je poznal; veliko je zgodb, ki so se pripetile v njegovem rojstnem kraju Reberci na Koroškem. Zgodbe iz zvezkov Solnčni dnevi so bile objavljene v listu Mir od decembra leta 1896 do novembra 1900. naj naštejem nekatere izmed njih: Suhi borovec, Iz mojih pastirskih let, Kako je Jurče pil kavo, Železnica pod Reberco, Zaklad na hribu sv. Heme, Zakleta deklica ter Zakonski prepir in sprava.
Poleg teh spisov so bili v časnikih objavljeni še naslednji prispevki, bolj zgodovinskega značaja, ki so se večinoma ukvarjali s krajevno zgodovino Sv. Lenarta v Slovenskih goricah in njegove okolice. Objavljeni so bili v časniku Naša straža v številkah od 9 do 15 letnika 1925. To so bili prispevki, ki jih je dr. Ožbolt Ilaunig pripravil po daljšem raziskovanju krajevne zgodovine in v tem častniku objavil pod naslovoma Grad Hrastovec ter Skakači v Sv. Lenartu v Slovenskih goricah. Njegov prispevek z naslovom Zgodovinski spomini na Sv. Lenart je bil objavljen v Mariborskem večerniku jutra marca leta 1931.

## Dela
- Slednji vitez Reberčan, 1927
- Črni križ pri Hrastovcu, 1928 (COBISS)
- Kapelški punt, 1928
- Tatenbah, 1930 (COBISS)
- Moje življenje (avtobiografija v rokopisu, hrani Pokrajinski arhiv Maribor), objava Moje življenje : dnevnik dr. Ožbolta Ilauniga, Lenart : Knjižnica : Občina ; Maribor : Pokrajinski arhiv, 2016